# واحد کاهش سرعت پروانه

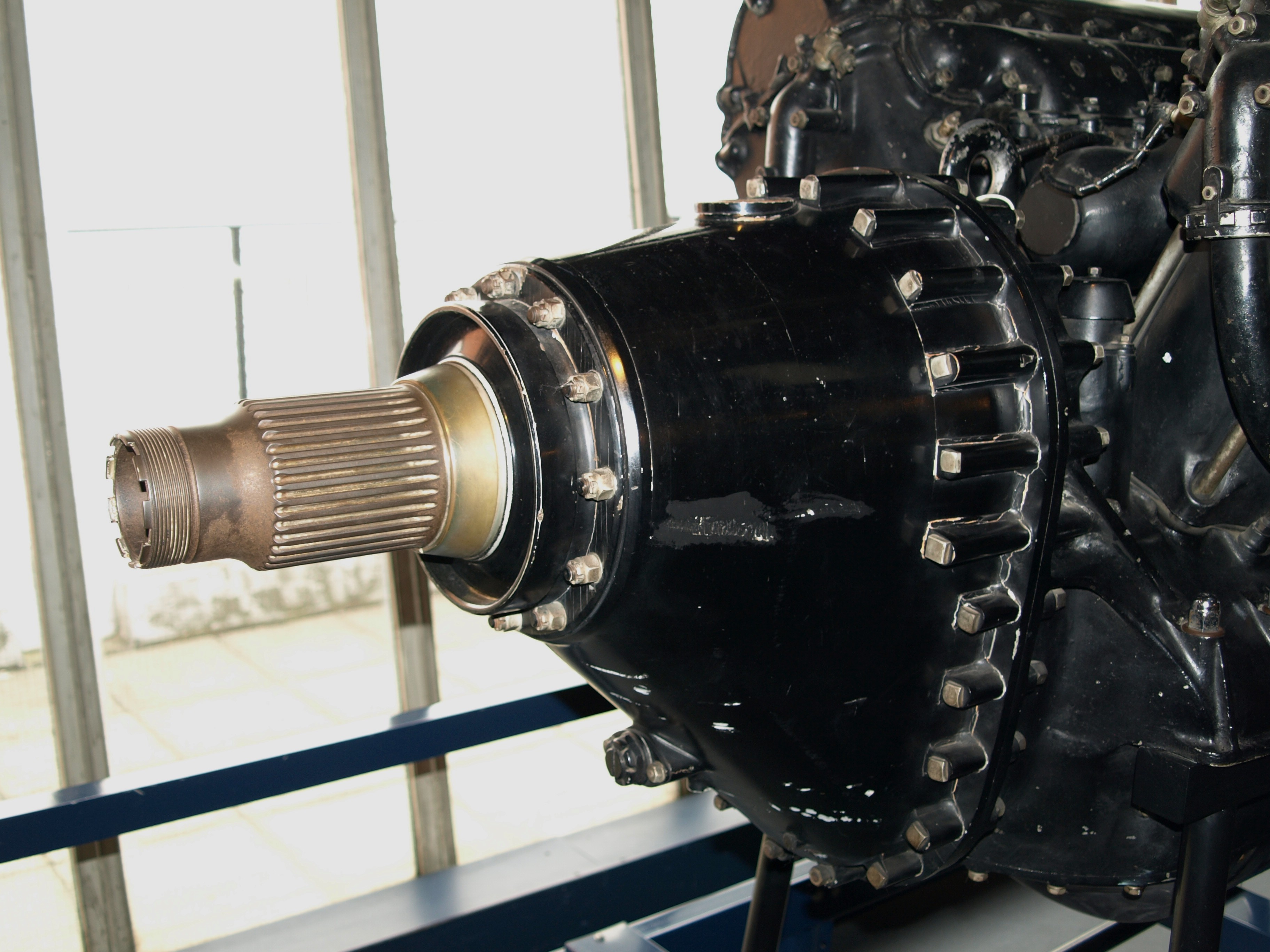
واحد کاهش سرعت پروانه موتور رولز-رویس R

واحد کاهش سرعت پروانه یک گیربکس یا یک وسیله تسمه و قرقره می باشد که برای کاهش دور در دقیقه (rpm) از دور ورودی بالاترِ واحد قدرت استفاده می‌شود. این تجهیز اجازه می‌دهد تا از موتورهای احتراق داخلی با حجم کمتر برای چرخاندن ملخ‌های هواپیما در محدوده سرعت کارآمد استفاده شود.

## همچنین ببینید
- هواپیمای فوق سبک

### یادداشت
1. ↑  Gunston 2006, p. 82.

### کتابشناسی - فهرست کتب
- Flight No. 1935, Volume XLIX, 24 January 1946.
- Gunston, Bill. Development of Piston Aero Engines. Cambridge, England. Patrick Stephens Limited, 2006. شابک ‎۰−۷۵۰۹−۴۴۷۸−۱
- Guttery, T.E. The Shuttleworth Collection. London: Wm. Carling & Co, 1969. شابک ‎۰−۹۰۱۳۱۹−۰۱−۵